# Generation 13
Generation 13 è l'undicesimo album in studio del gruppo rock canadese Saga, pubblicato nel 1995.

## Tracce
1. Chances Are #1 – 1:42
2. Generation 13 (Theme #1) (Instrumental) – 2:43
3. All Will Change (Goodbye and Good Luck) – 1:57
4. a) The Cross (Home #3) – 4:06
5. Danger Whistle (Spoken) – 0:45
6. a) Leave Her Alone – 4:33
7. I'll Never Be Like You #1 – 0:43
8. My Name Is Sam (Finding a Friend) – 0:35
9. The 13th Generation – 4:26
10. The Cross – 2:02
11. The Learning Tree – 4:58
12. I'll Never Be Like You #2 – 3:59
13. Snake Oil (Instrumental) – 1:07
14. a) We Hope You're Feeling Better (The Test) – 4:57
15. My Name Is Sam (Your Time Is Up) – 2:34
16. Generation 13 (Theme #2) (Instrumental) – 2:38
17. Where Are You Now? – 1:20
18. a) Screw 'Em – 4:14
19. No Strings Attached – 5:20
20. All Will Change (It's Happening to Me) – 2:00
21. The Victim – 2:59
22. One Small Step (Spoken - Instrumental) – 3:25
23. a) Sam's New Friend (Spoken - Instrumental) – 2:30
24. b) We Hope You're Feeling Better – 1:21
25. Chances Are #2 – 1:36

## Formazione
- Michael Sadler - voce, cori
- Ian Crichton - chitarra
- Jim Gilmour - tastiera, cori, clarinetto
- Jim Crichton - basso
- Steve Negus - batteria, percussioni